# Діне-Кабуд
Діне-Кабуд (перс. دينه كبود) — село в Ірані, у дегестані Шамсабад, у Центральному бахші, шахрестані Ерак остану Марказі. За даними перепису 2006 року, його населення становило 434 особи, що проживали у складі 125 сімей.

## Клімат
Середня річна температура становить 10,14 °C, середня максимальна – 28,82 °C, а середня мінімальна – -11,86 °C. Середня річна кількість опадів – 243 мм.
| Клімат поселення                              | Клімат поселення | Клімат поселення | Клімат поселення | Клімат поселення | Клімат поселення | Клімат поселення | Клімат поселення | Клімат поселення | Клімат поселення | Клімат поселення | Клімат поселення | Клімат поселення | Клімат поселення |
| Показник                                      | Січ.             | Лют.             | Бер.             | Квіт.            | Трав.            | Черв.            | Лип.             | Серп.            | Вер.             | Жовт.            | Лист.            | Груд.            |                  |
| Середній максимум, °C                         | 4,68             | 6,58             | 10,45            | 17,09            | 22,42            | 27,53            | 28,82            | 28,60            | 23,96            | 17,75            | 11,26            | 5,92             |                  |
| Середня температура, °C                       | −3,6             | −1,69            | 2,20             | 8,82             | 14,15            | 19,27            | 23,20            | 22,97            | 18,33            | 12,13            | 5,65             | 0,29             |                  |
| Середній мінімум, °C                          | −11,86           | −9,96            | −6,07            | 0,55             | 5,89             | 11,00            | 17,57            | 17,36            | 12,71            | 6,52             | 0,01             | −5,34            |                  |
| Норма опадів, мм                              | 36               | 36               | 45               | 33               | 26               | 4                | 2                | 1                | 0                | 7                | 22               | 31               |                  |
| Середньомісячна швидкість вітру, м/с          | 1.15             | 1.87             | 2.46             | 2.70             | 2.27             | 2.17             | 2.06             | 2.01             | 1.97             | 1.91             | 1.80             | 1.24             |                  |
| Середньомісячна сонячна радіація, кДж/м²·день | 9728             | 12848            | 15420            | 18574            | 22632            | 26947            | 25944            | 24298            | 21516            | 16061            | 11343            | 9346             |                  |
| --------------------------------------------- | ---------------- | ---------------- | ---------------- | ---------------- | ---------------- | ---------------- | ---------------- | ---------------- | ---------------- | ---------------- | ---------------- | ---------------- | ---------------- |
| Джерело:                                      |                  |                  |                  |                  |                  |                  |                  |                  |                  |                  |                  |                  |                  |